# Angres
Cet article possède un paronyme, voir Langres.
Angres est une commune française située dans le département du Pas-de-Calais en région Hauts-de-France. Ses habitants sont appelés les Angrois.
Angres est située dans le Bassin minier du Nord-Pas-de-Calais : la Compagnie des mines de Liévin y ouvre sa fosse no 6 - 6 bis en 1904, celle-ci fait partie des dernières exploitations à fermer dans la région, en 1984.

## Géographie

### Localisation
Angres est une commune de la banlieue de Liévin située au pied des premières collines de l'Artois. Elle est traversée par la A26 — qui y a une aire de services —  et est desservie par les  RD 58E et RD 51. L'ancienne RN 37 (actuelle RD 937) tangente la limite sud du territoire communal.
Le territoire de la commune est limitrophe de ceux de quatre communes.
Les communes limitrophes sont  Aix-Noulette, Givenchy-en-Gohelle, Liévin et Souchez.

### Géologie et relief
La superficie de la commune est de 4,82 km2 ; son altitude varie de 49  à   106 mètres.

### Hydrographie
Le territoire de la commune est situé dans le bassin Artois-Picardie.
La commune est traversée par la Souchez, un cours d'eau naturel et un canal de 13,6 km, qui prend sa source dans la commune d'Ablain-Saint-Nazaire et se jette dans le  canal de Lens au niveau de la commune de Lens.

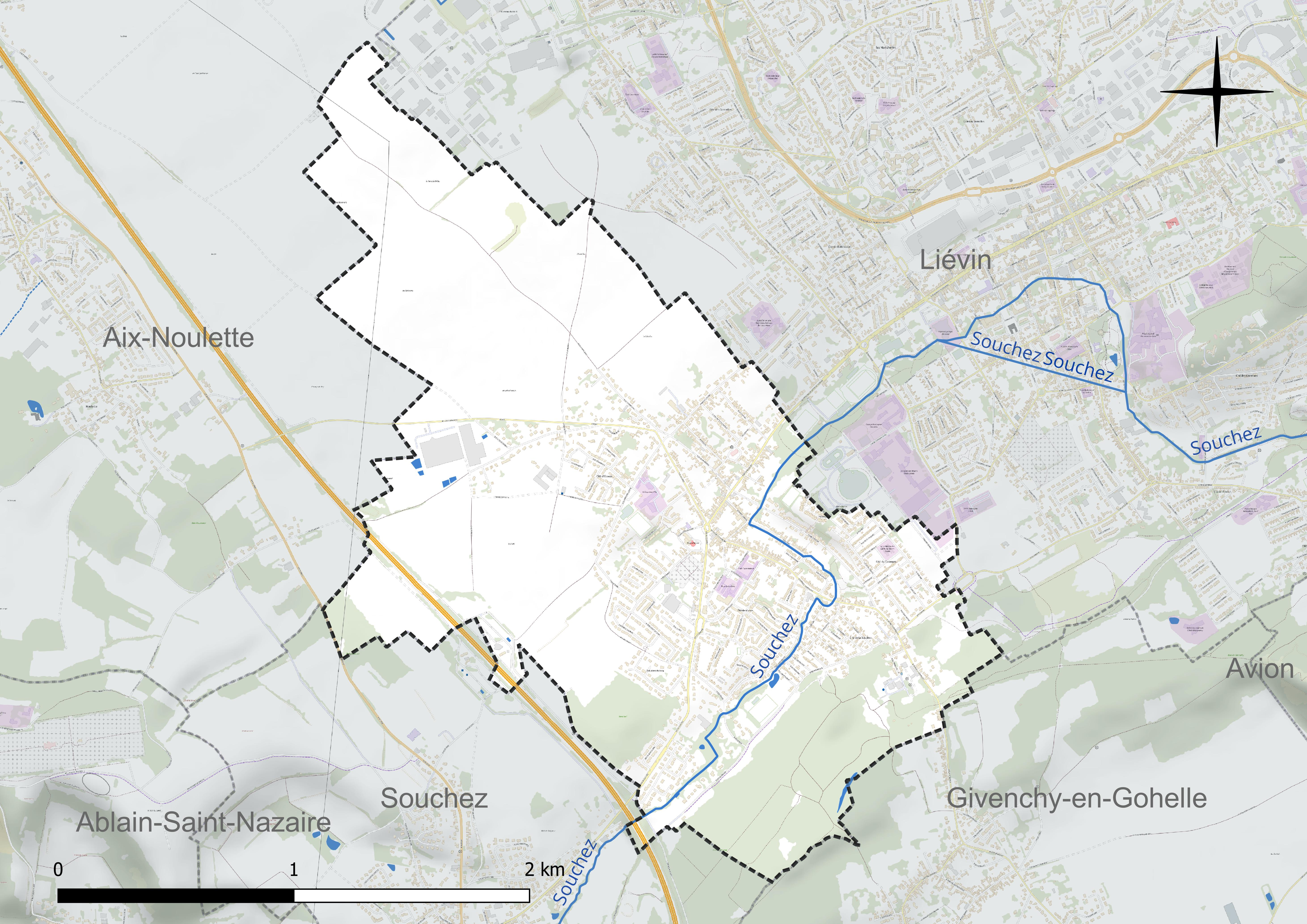
Réseau hydrographique d'Angres.

### Climat
Pour des articles plus généraux, voir Climat des Hauts-de-France et Climat du Pas-de-Calais.
En 2010, le climat de la commune est de type climat océanique dégradé des plaines du Centre et du Nord, selon une étude du CNRS s'appuyant sur une série de données couvrant la période 1971-2000. En 2020, Météo-France publie une typologie des climats de la France métropolitaine dans laquelle la commune est exposée à un climat océanique et est dans la région climatique Nord-est du bassin Parisien, caractérisée par un ensoleillement médiocre, une pluviométrie moyenne régulièrement répartie au cours de l’année et un hiver froid (3 °C).
Pour la période 1971-2000, la température annuelle moyenne est de 10,3 °C, avec une amplitude thermique annuelle de 14,1 °C. Le cumul annuel moyen de précipitations est de 776 mm, avec 12,5 jours de précipitations en janvier et 8,9 jours en juillet. Pour la période 1991-2020, la température moyenne annuelle observée sur la station météorologique la plus proche, située sur la commune de Wancourt à 20 km à vol d'oiseau, est de 10,8 °C et le cumul annuel moyen de précipitations est de 711,4 mm,. Pour l'avenir, les paramètres climatiques de la commune estimés pour 2050 selon différents scénarios d'émission de gaz à effet de serre sont consultables sur un site dédié publié par Météo-France en novembre 2022.

### Milieux naturels et biodiversité

#### Zone naturelle d'intérêt écologique, faunistique et floristique
L’inventaire des zones naturelles d'intérêt écologique, faunistique et floristique (ZNIEFF) a pour objectif de réaliser une couverture des zones les plus intéressantes sur le plan écologique, essentiellement dans la perspective d’améliorer la connaissance du patrimoine naturel national et de fournir aux différents décideurs un outil d’aide à la prise en compte de l’environnement dans l’aménagement du territoire.
Le territoire communal comprend une ZNIEFF de type 1 : la forêt domaniale de Vimy, le coteau boisé de Farbus et le bois de l’Abîme. Ce site présente de nombreux boisements et des points de vue sur la plaine de la Gohelle et le bassin minier. Plusieurs vestiges de la Première Guerre mondiale, comme les trous de bombes et les tranchées, sont encore visibles.

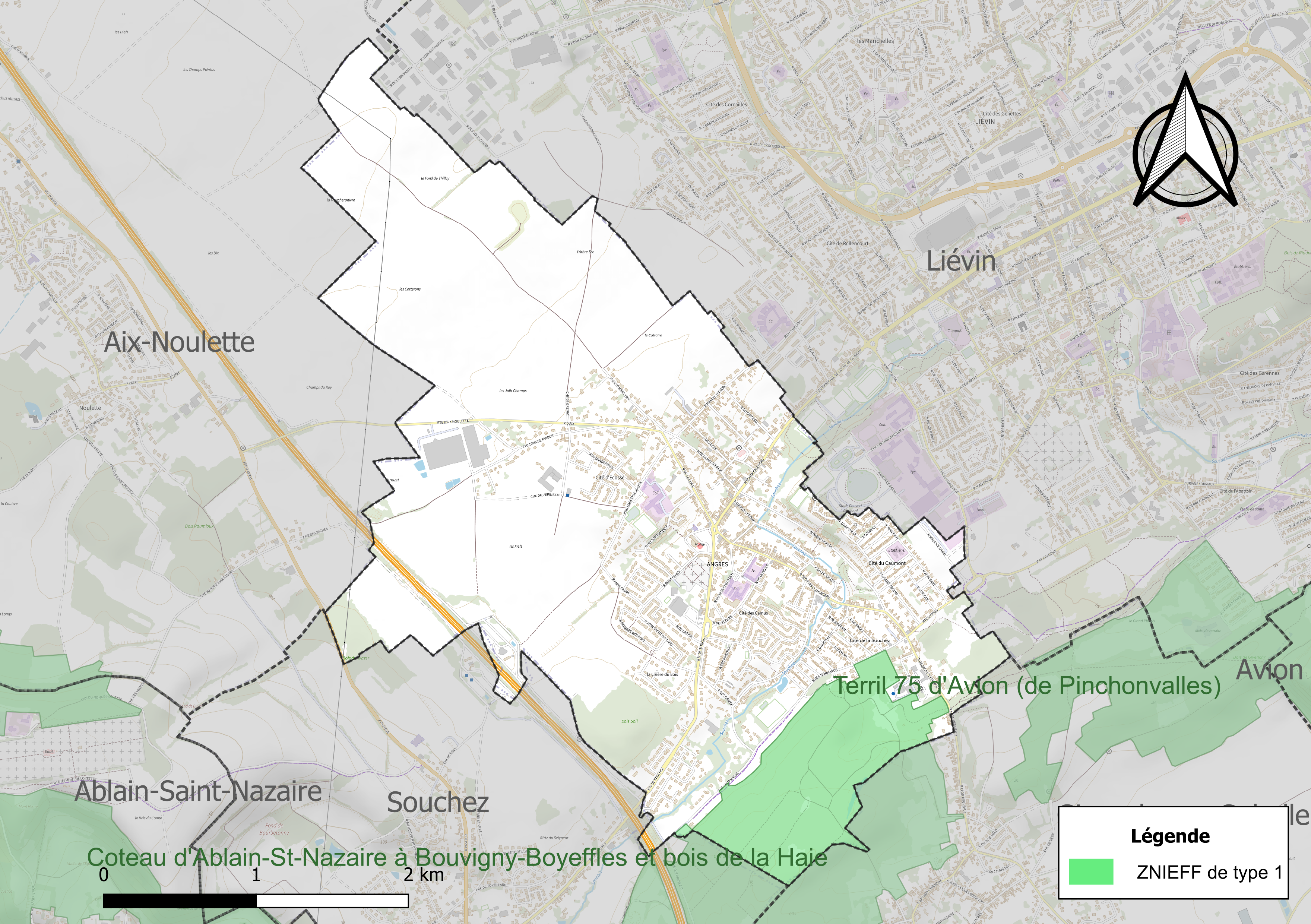
Carte de la ZNIEFF sur la commune.

## Urbanisme

### Typologie
Au 1er janvier 2024, Angres est catégorisée grand centre urbain, selon la nouvelle grille communale de densité à sept niveaux définie par l'Insee en 2022.
Elle appartient à l'unité urbaine de Douai-Lens, une agglomération inter-départementale regroupant 67  communes, dont elle est une commune de la banlieue,,. Par ailleurs la commune fait partie de l'aire d'attraction de Lens - Liévin, dont elle est une commune du pôle principal,. Cette aire, qui regroupe 50 communes, est catégorisée dans les aires de 200 000 à moins de 700 000 habitants,.

### Occupation des sols
L'occupation des sols de la commune, telle qu'elle ressort de la base de données européenne d’occupation biophysique des sols Corine Land Cover (CLC), est marquée par l'importance des territoires agricoles (53,2 % en 2018), en diminution par rapport à 1990 (59 %). La répartition détaillée en 2018 est la suivante : 
terres arables (52,7 %), zones urbanisées (35,3 %), forêts (8,9 %), milieux à végétation arbustive et/ou herbacée (1,3 %), espaces verts artificialisés, non agricoles (1,1 %), zones agricoles hétérogènes (0,5 %), zones industrielles ou commerciales et réseaux de communication (0,1 %). L'évolution de l’occupation des sols de la commune et de ses infrastructures peut être observée sur les différentes représentations cartographiques du territoire : la carte de Cassini (XVIIIe siècle), la carte d'état-major (1820-1866) et les cartes ou photos aériennes de l'IGN pour la période actuelle (1950 à aujourd'hui).

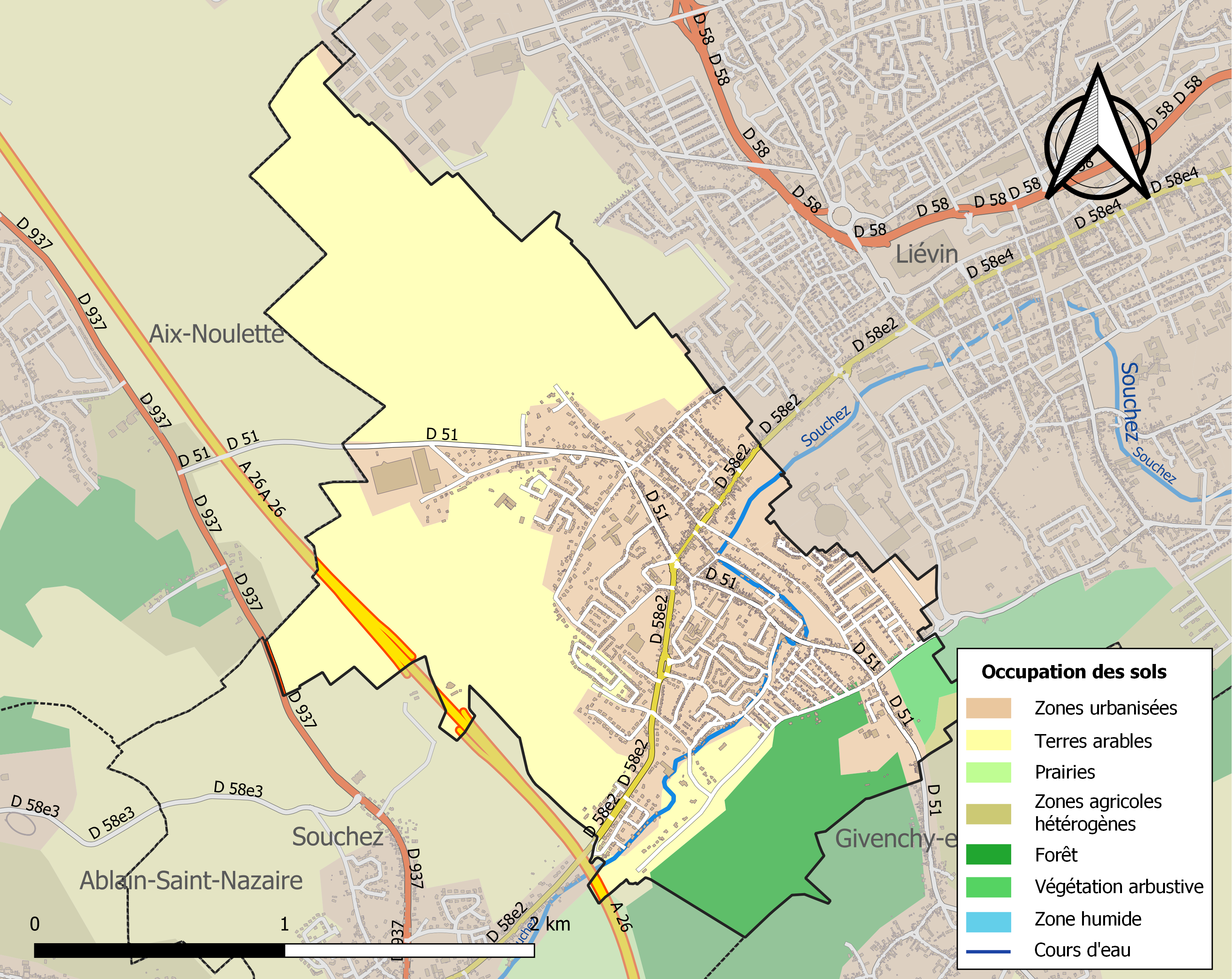
Carte des infrastructures et de l'occupation des sols de la commune en 2018 (CLC).

### Habitat et logement
En 2018, le nombre total de logements dans la commune était de 1 973, alors qu'il était de 1 809 en 2013 et de 1 710 en 2008.
Parmi ces logements, 95,7 % étaient des résidences principales, 0,3 % des résidences secondaires et 4 % des logements vacants. Ces logements étaient pour 96,1 % d'entre eux des maisons individuelles et pour 3,8 % des appartements.
Le tableau ci-dessous présente la typologie des logements à Angres en 2018 en comparaison avec celle du Pas-de-Calais et de la France entière. Une caractéristique marquante du parc de logements est ainsi une proportion de résidences secondaires et logements occasionnels (0,3 %) très inférieure à celle du département (6,4 %) et  à celle de la France entière (9,7 %). Concernant le statut d'occupation de ces logements, 52,8 % des habitants de la commune sont propriétaires de leur logement (53,5 % en 2013), contre 57,8 % pour le Pas-de-Calais et 57,5 % pour la France entière.
| Typologie                                               | Angres | Pas-de-Calais | France entière |
| ------------------------------------------------------- | ------ | ------------- | -------------- |
| Résidences principales (en %)                           | 95,7   | 86            | 82,1           |
| Résidences secondaires et logements occasionnels (en %) | 0,3    | 6,4           | 9,7            |
| Logements vacants (en %)                                | 4      | 7,6           | 8,2            |

## Toponymie
D'un nom de personne germanique Ansger + -a. La francisation des toponymes en -er vers -re est une chose courante. 

Ancra (XIe siècle), Angre (1801).

## Histoire

### Antiquité
Angres a été occupée dès l'époque gallo-romaine[réf. nécessaire].

### Époque contemporaine
La Compagnie des mines de Liévin y creuse sa fosse no 6 - 6 bis en 1904. Elle rentre en exploitation en 1907, mais est détruite pendant la Première Guerre mondiale.
Angres était située sur la ligne de front pendant la Première Guerre mondiale. La ville a été décorée de la croix de guerre 1914-1918 le 25 septembre 1920,.

Angres pendant la Première Guerre mondiale
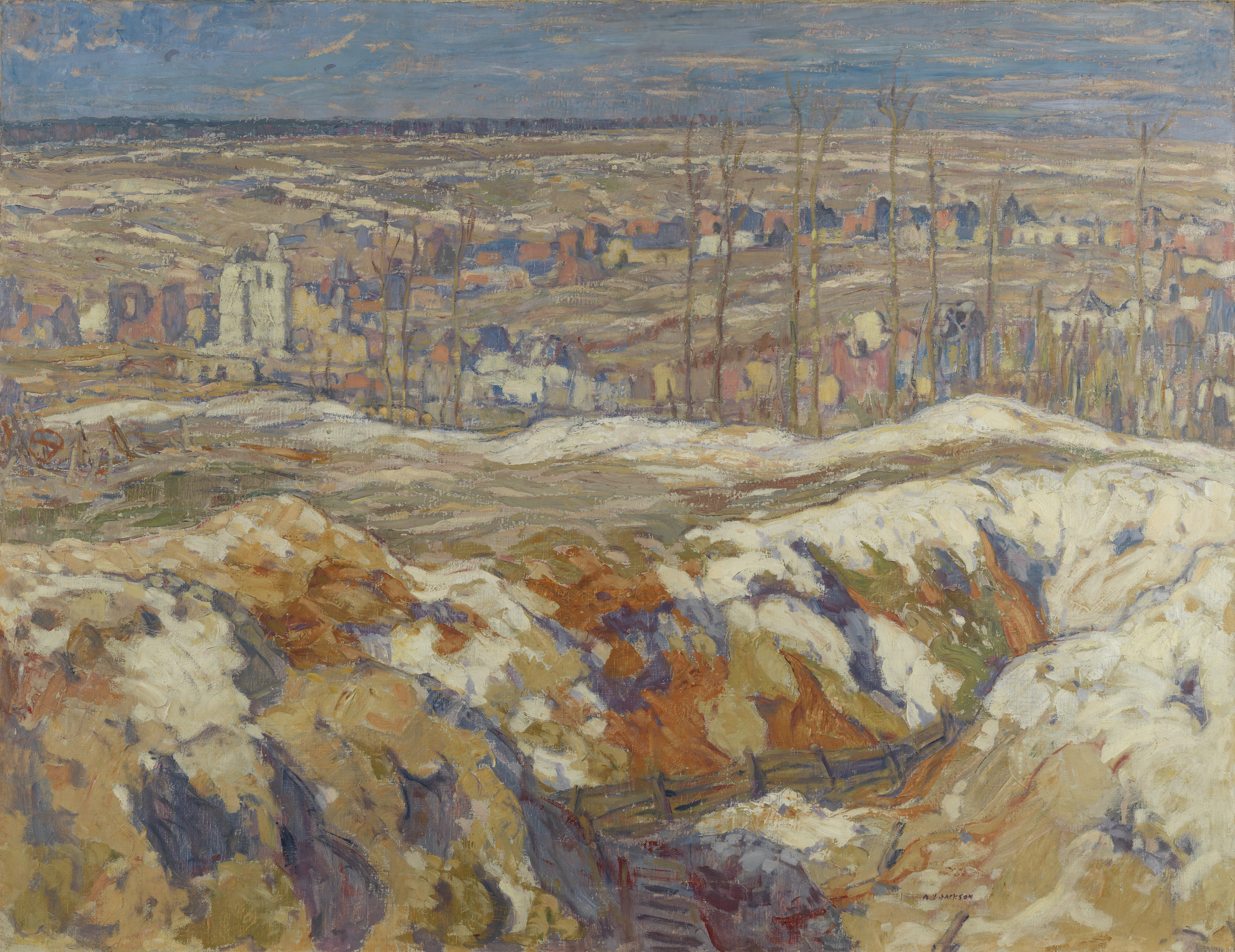
A. Y. Jackson : Angres (mars 1918) Collection du Musée canadien de la guerre.
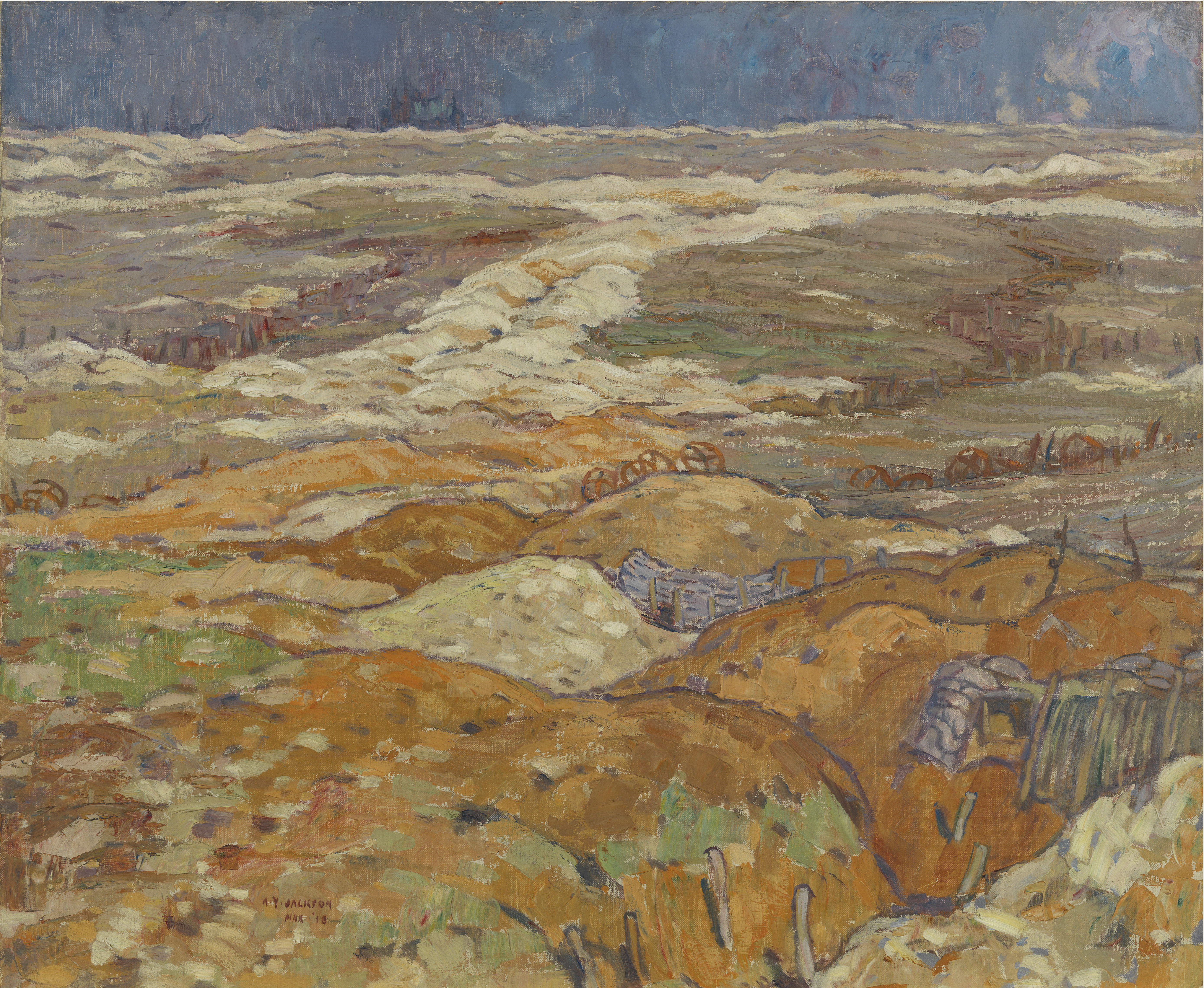
A. Y. Jackson : Tranchées près d'Angres (1918) Collection du Musée canadien de la guerre
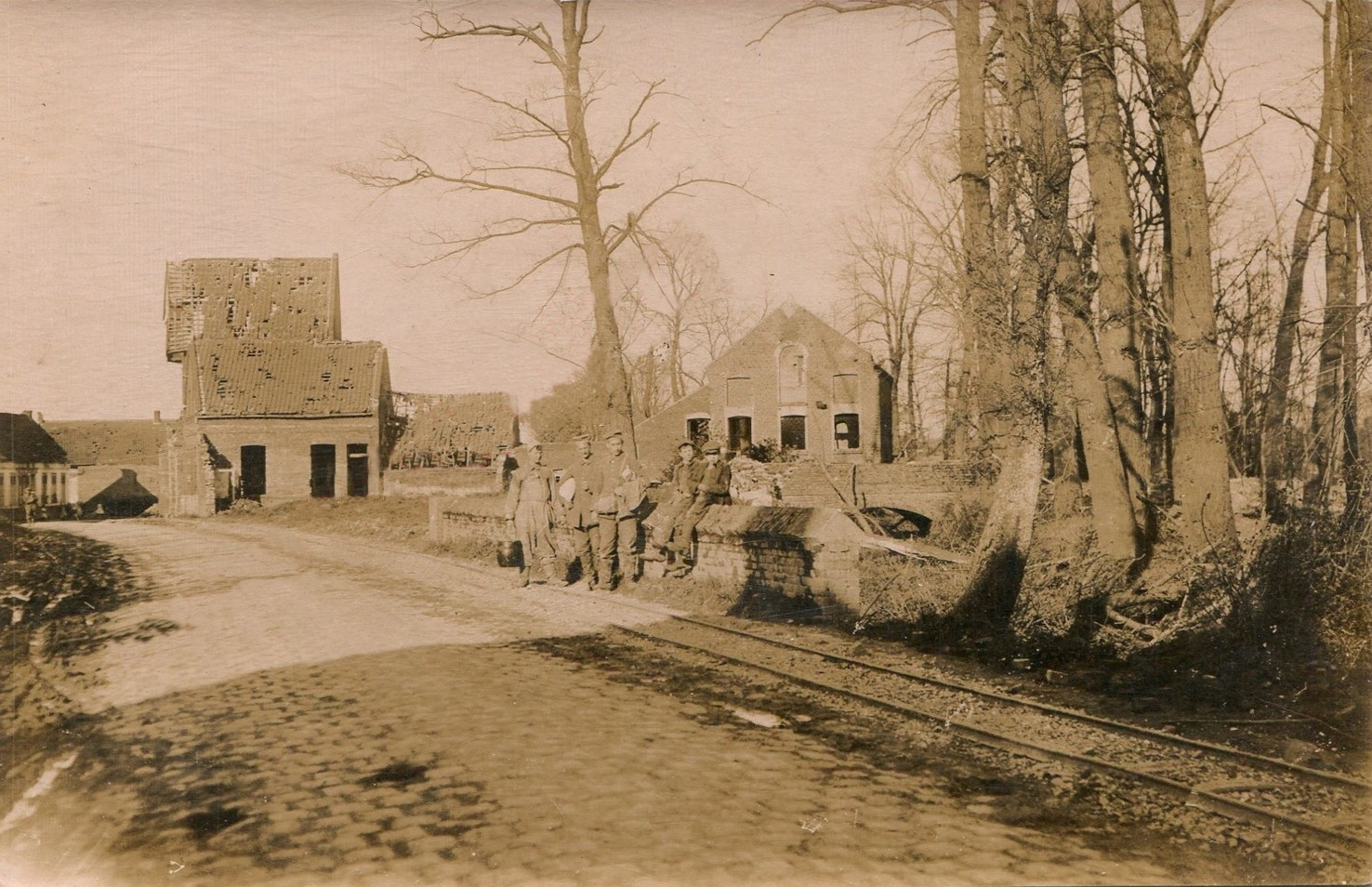
Le chemin de fer Lens-Angres-Souchez (entre 1914 et 1918)

La fosse fait partie des dernières exploitations à fermer dans la région, en 1984, et les puits nos 6 et 6 bis, respectivement profonds de 833 et 861 mètres, sont remblayés. le faux-carré du puits no 6 bis et le chevalement du puits no 6 sont détruits en 1989.

## Politique et administration

### Rattachements administratifs et électoraux

#### Rattachements administratifs
La commune se trouve depuis 1962 dans l'arrondissement de Lens du département du Pas-de-Calais.
Elle faisait partie de 1801 à 1904 du canton de Lens, année où il est scindé et la commune rattachée au canton de Liévin. En 1962, elle est rattachée au canton de Liévin-Nord puis, en 1982, au canton de Liévin-Sud. Dans le cadre du redécoupage cantonal de 2014 en France, cette circonscription administrative territoriale a disparu, et le canton n'est plus qu'une circonscription électorale.

#### Rattachements électoraux
Pour les élections départementales, la commune fait partie depuis 2014 du canton de Bully-les-Mines
Pour l'élection des députés, elle fait partie de la douzième circonscription du Pas-de-Calais.

### Intercommunalité
Angres est membre de la communauté d'agglomération de Lens-Liévin — dite Communaupole — un établissement public de coopération intercommunale (EPCI) à fiscalité propre créé en 2000 et auquel la commune a transféré un certain nombre de ses compétences, dans les conditions déterminées par le code général des collectivités territoriales.

### Tendances politiques et résultats
Lors des élections municipales de 2014 dans le Pas-de-Calais, la liste PCF menée par la maire sortante Maryse Roger-Coupin est la seule candidate et obtient la totalité des 1 782 suffrages exprimés. La liste est donc élue en totalité et 2 de ses membres sont également conseillers communautaires.
Lors de ce scrutin, 33,18 % des électeurs se sont abstenus et 16,85 % des votants ont choisi un bulletin blanc ou nul.
Lors des élections municipales de 2020 dans le Pas-de-Calais, la liste PCF menée par la maire sortante Maryse Roger-Coupin est à nouveau la seule candidate et obtient la totalité des 899 suffrages exprimés. La liste est donc élue en totalité et 2 de ses membres sont également conseillers communautaires.
Lors de ce scrutin marqué par la pandémie de Covid-19 en France, 68,65 % des électeurs se sont abstenus et 14,47 % des votants ont choisi un bulletin blanc ou nul.

### Liste des maires
| Période                                  | Période                    | Identité                            | Étiquette | Qualité                                                                    |
| ---------------------------------------- | -------------------------- | ----------------------------------- | --------- | -------------------------------------------------------------------------- |
| Les données manquantes sont à compléter. |                            |                                     |           |                                                                            |
| 1821                                     | 1827                       | Charles Emmanuel de Longueval       |           |                                                                            |
| 1828                                     | 1834                       | Pierre Joseph de Longueval          |           |                                                                            |
| 1834                                     | 1845                       | Ange Adrien de Longueval            |           |                                                                            |
| 1845                                     | 1880                       | Jean Joseph Letombe                 |           |                                                                            |
| 1880                                     | 1903                       | Pierre Philippe Joseph de Longueval |           |                                                                            |
| Les données manquantes sont à compléter. |                            |                                     |           |                                                                            |
| 1935                                     | 1945                       | Marcel Leclerc                      |           |                                                                            |
| Les données manquantes sont à compléter. |                            |                                     |           |                                                                            |
| octobre 1947                             | janvier 1953               | Marcel Leclerc                      |           | Décédé en fonction                                                         |
| janvier 1953                             | septembre 1955             | Léon Louart                         |           | Décédé en fonction                                                         |
| septembre 1955                           | mars 1971                  | Omer Dussaussoy                     | SFIO      |                                                                            |
| mars 1971                                | 1973                       | Eustache Lobo (1914-1985)           | PCF       | Démissionnaire                                                             |
| 1973                                     | 1992                       | André Zamora                        | PCF       | Psychologue scolaire Conseiller régional[Quand ?] Démissionnaire           |
| février 1992                             | mars 2023                  | Maryse Roger-Coupin,                | PCF       | Retraitée de l'enseignement Démissionnaire                                 |
| mars 2023                                | En cours (au 26 mars 2023) | Anouk Breton                        | PCF       | Assistante sociale Conseillère départementale de Bully-les-Mines (2021 → ) |

### Distinctions et labels
La commune est labellisée « APIcité », label créé en 2016 à l'initiative de l'union nationale pour l'apiculture française (UNAF) afin de mettre à l'honneur les communes qui agissent pour préserver les abeilles domestiques et les insectes pollinisateurs sauvages.

### Jumelages
La commune est jumelée avec :
| Ville | Ville      | Pays | Pays        | Période     |
| ----- | ---------- | ---- | ----------- | ----------- |
|       | Danderhall |      | Royaume-Uni | depuis 1980 |

## Équipements et services publics

### Enseignement
La commune est située dans l'académie de Lille et dépend, pour les vacances scolaires, de la zone B.
Elle administre l'école maternelle Dolto-Ferry et l'école élémentaire Curie-Pasteur.
Le département gère le collège Jean Vilar.

### Justice, sécurité, secours et défense
La commune dépend du tribunal de proximité de Lens, du conseil de prud'hommes de Lens, du tribunal judiciaire de Béthune, de la cour d'appel de Douai, du tribunal de commerce d'Arras, du tribunal administratif de Lille, de la cour administrative d'appel de Douai et du tribunal pour enfants de Béthune.

## Population et société

### Démographie
Ses habitants sont appelés les Angrois.

#### Évolution démographique
L'évolution du nombre d'habitants est connue à travers les recensements de la population effectués dans la commune depuis 1793. Pour les communes de moins de 10 000 habitants, une enquête de recensement portant sur toute la population est réalisée tous les cinq ans, les populations de référence des années intermédiaires étant quant à elles estimées par interpolation ou extrapolation. Pour la commune, le premier recensement exhaustif entrant dans le cadre du nouveau dispositif a été réalisé en 2008.

En 2022, la commune comptait 4 719 habitants, en évolution de +6,31 % par rapport à 2016 (Pas-de-Calais : −0,72 %, France hors Mayotte : +2,11 %).
| 1793 | 1800 | 1806 | 1821 | 1831 | 1836 | 1841 | 1846 | 1851 |
| ---- | ---- | ---- | ---- | ---- | ---- | ---- | ---- | ---- |
| 433  | 454  | 511  | 511  | 501  | 489  | 497  | 486  | 451  |

| 1856 | 1861 | 1866 | 1872 | 1876 | 1881 | 1886 | 1891 | 1896 |
| ---- | ---- | ---- | ---- | ---- | ---- | ---- | ---- | ---- |
| 464  | 489  | 490  | 498  | 638  | 705  | 773  | 740  | 823  |

| 1901 | 1906  | 1911  | 1921 | 1926  | 1931  | 1936  | 1946  | 1954  |
| ---- | ----- | ----- | ---- | ----- | ----- | ----- | ----- | ----- |
| 948  | 1 329 | 2 810 | 978  | 1 823 | 2 406 | 2 339 | 2 470 | 3 324 |

| 1962  | 1968  | 1975  | 1982  | 1990  | 1999  | 2006  | 2008  | 2013  |
| ----- | ----- | ----- | ----- | ----- | ----- | ----- | ----- | ----- |
| 4 775 | 4 384 | 4 538 | 4 239 | 4 394 | 4 469 | 4 106 | 4 001 | 4 100 |

| 2018  | 2022  | - | - | - | - | - | - | - |
| ----- | ----- | - | - | - | - | - | - | - |
| 4 613 | 4 719 | - | - | - | - | - | - | - |

#### Pyramide des âges
En 2018, le taux de personnes d'un âge inférieur à 30 ans s'élève à 36,6 %, soit en dessous de la moyenne départementale (36,7 %). À l'inverse, le taux de personnes d'âge supérieur à 60 ans est de 24,7 % la même année, alors qu'il est de 24,9 % au niveau départemental.
En 2018, la commune comptait 2 189 hommes pour 2 424 femmes, soit un taux de 52,55 % de femmes, légèrement supérieur au taux départemental (51,5 %).
Les pyramides des âges de la commune et du département s'établissent comme suit.
| Hommes | Classe d’âge | Femmes |
| ------ | ------------ | ------ |
| 0,5    | 90 ou +      | 1,1    |
| 6,2    | 75-89 ans    | 9,7    |
| 15,2   | 60-74 ans    | 16,5   |
| 20,9   | 45-59 ans    | 19,1   |
| 19,1   | 30-44 ans    | 18,3   |
| 18,4   | 15-29 ans    | 16,0   |
| 19,8   | 0-14 ans     | 19,2   |

| Hommes | Classe d’âge | Femmes |
| ------ | ------------ | ------ |
| 0,5    | 90 ou +      | 1,6    |
| 5,6    | 75-89 ans    | 8,9    |
| 16,7   | 60-74 ans    | 18,1   |
| 20,2   | 45-59 ans    | 19,2   |
| 18,9   | 30-44 ans    | 18,1   |
| 18,2   | 15-29 ans    | 16,2   |
| 19,9   | 0-14 ans     | 17,9   |

### Sports et loisirs

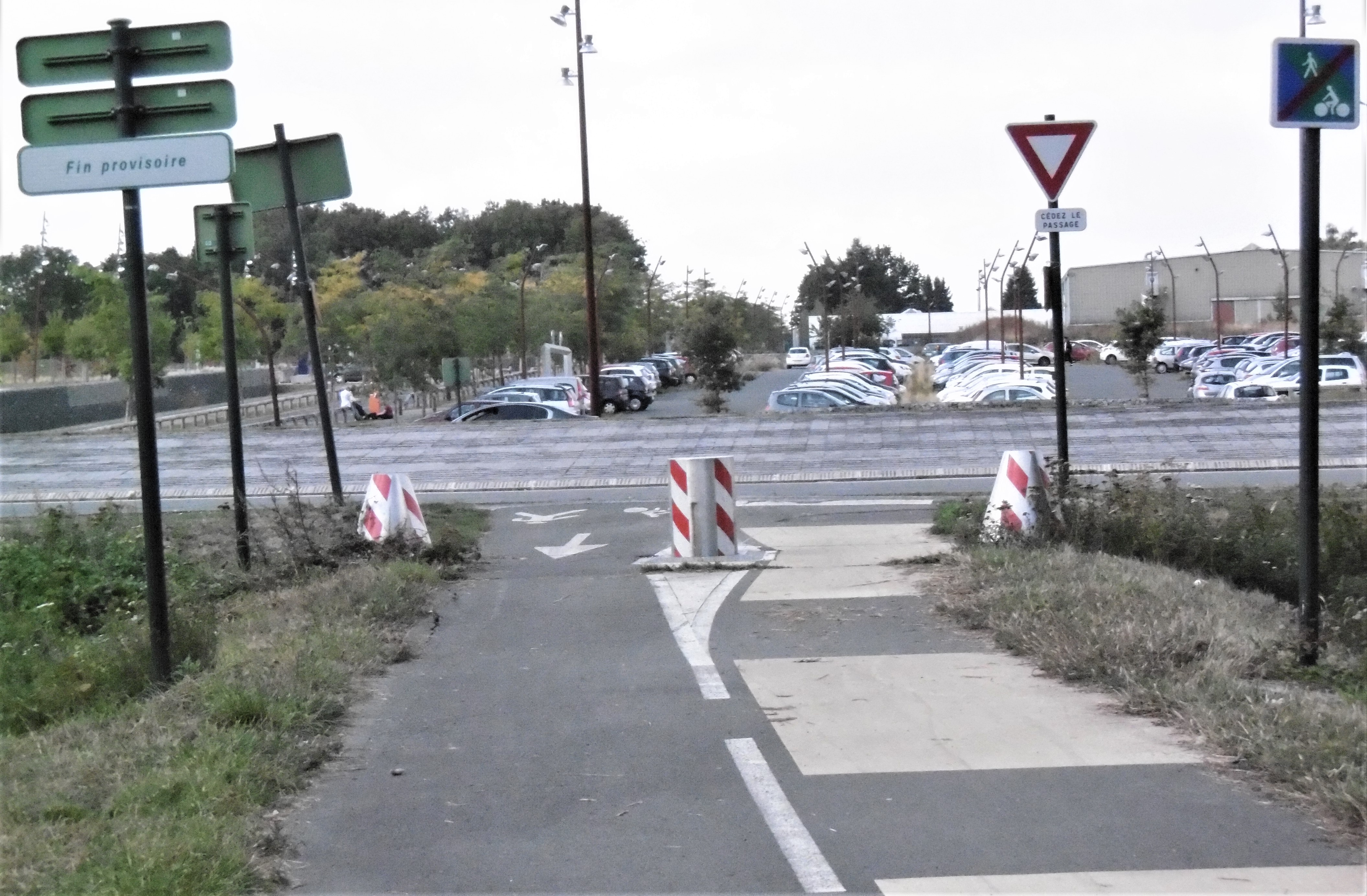
La fin provisoire de l'EuroVelo 5.

En 2019, l'EuroVelo 5, qui constitue dans le secteur la Véloroute du pays minier, avec sa fin provisoire à Angres.

## Économie

### Revenus de la population et fiscalité
En 2019, dans la commune, il y a 1915 ménages fiscaux qui comprennent 4650 personnes pour un revenu médian disponible par unité de consommation de 19 490 euros, soit inférieur au revenu médian de la France métropolitaine qui est de 21 930 euros,.

## Culture locale et patrimoine

### Lieux et monuments

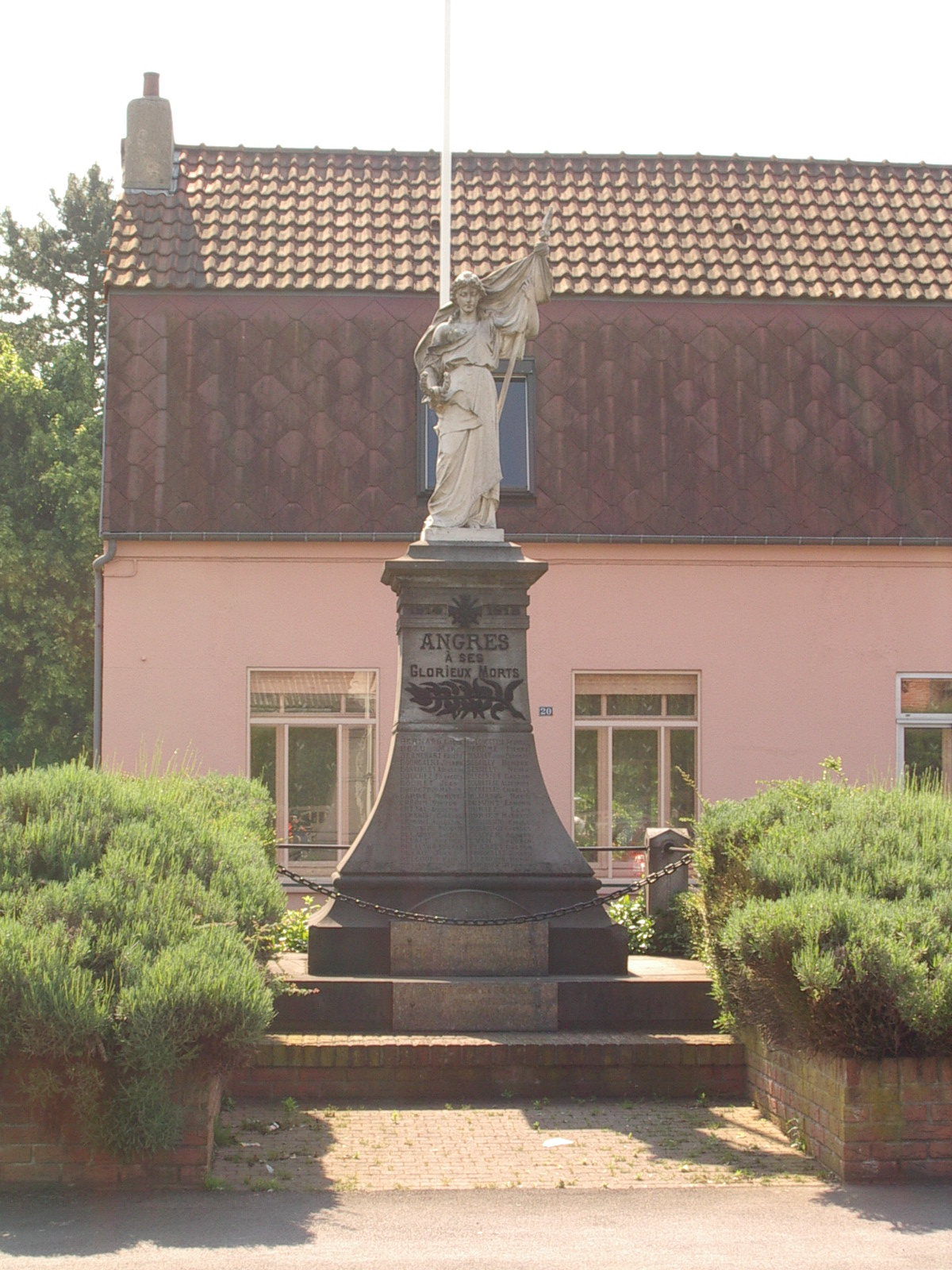
Le monument aux morts.

- L'église Saint-Cyr-et-Sainte-Julitte dont le chœur et la base de la tour dataient du XIIe siècle est détruite pendant la Première Guerre mondiale. 
L'église avait été en partie reconstruite en 1565. En 1749 la tour été recouverte d'une flèche en pierre blanche du pays. La voûte d'ogives de la tour datait du XVe siècle et sa clef s'ornait d'un agneau pascal. Sur la seule cloche qui restait des trois d'avant la Révolution on pouvait lire en capitales romaines « Je suis nommée Anne par Pierre Cayet bailly d'Angres et Anne Joseph Gaillard son épouse, Francois Warnetz pasteur d'Angres, Charles Lequint lieutenant, l'an 1749 ». Au cours de la Première Guerre mondiale l'église fut détruite, la cloche fracassée. 
Elle a été reconstruite, à l'identique dans le style Renaissance au même endroit et consacrée le 25 janvier 1931.
- Le monument aux morts, inauguré le 7 octobre 1923 par Bertin Ledoux secrétaire de préfecture du Pas-de-Calais, M. Duriez maire et l'abbé Sautière curé d'Angres[39]..
- Le terril no 75 de Pinchonvalles, situé à Avion, est le terril tabulaire de la fosse no 6 - 6 bis des mines de Liévin. Il s'agit d'un des terrils les plus longs du bassin minier[40]. Il fait partie des 353 éléments répartis sur 109 sites qui ont été inscrits le 30 juin 2012 au patrimoine mondial de l'Unesco. Il constitue une partie du site no 76[41].
- Les cités minières : de vastes cités ont été construites au nord et à l'est de la fosse par la Compagnie de Liévin. Après la Nationalisation, des Camus hauts ont été construits. Ils ont été détruits dans les années 2000, et le dernier l'a été le 19 février 2011

### Personnalités liées à la commune
- Jacques Louart 1874-1952), député du Pas-de-Calais de 1928 à 1936, né à Angres.
- Norbert Brige (1964-), athlète, spécialiste du saut en longueur, né à Angres.

### Héraldique
| Blason de Angres | Blason  | De gueules aux trois gerbes de blé d'or, à la bordure du même chargée de huit tourteaux du champ. Ornements extérieursCroix de guerre 1914-1918 |
| Blason de Angres | Détails | Adopté par la municipalité le 13 juin 1975. |

## Pour approfondir